# Казачкова, Елена Николаевна
Казачкова Елена Николаевна (род. 8 августа 1988, Ворошиловград) — российская спортсменка (корфбол), кандидат в мастера спорта России (2003), капитан сборной команды России и команды «ОрёлГТУ — Школа высшего спортивного мастерства».

## Биография
Родилась в семье военнослужащего. До 1991 года жила в Москве, после чего семья переехала в Шауляй, а в 1993 году — в Оренбург. Училась в оренбургской школе № 57. С 1998 года живёт в Орле.
Заниматься корфболом начала в 2001 году. Первый тренер — Н. Н. Подрезов.
Окончила Орловский государственный технический университет. С 2010 года работает там ведущим специалистом по работе с молодёжью.
С 2012 года тренируется под руководством С. Н. Низовского. В том же году стала капитаном сборной России и команды «Госуниверситет — Школа высшего спортивного мастерства».
В 2012 году вышла замуж за игрока сборной команды России по корфболу Дмитрия Казачкова.

## Спортивные достижения
В составе сборной России становилась чемпионкой мира среди юниоров (2003), чемпионкой мира среди студенческих команд (2005). Участвовала в чемпионате Европы среди игроков до 21 года в Португалии (2006), чемпионате мира в Чехии (2007), чемпионате мира среди игроков до 23 лет (2008) и Всемирных играх (2009) в Тайвани, чемпионате Европы в Нидерландах (2010), чемпионате мира в Китае (2012), Всемирных играх в Колумбии (2013), чемпионате Европы в Португалии (2014).
В составе команды «ОрёлГТУ — Школа высшего спортивного мастерства» принимала участие в отборочных и финальных этапах Кубка европейских чемпионов в 2005—2013 годах. Чемпионка России 2012 года.